# Grevillea biformis
Grevillea biformis är en tvåhjärtbladig växtart. Grevillea biformis ingår i släktet Grevillea och familjen Proteaceae.

## Underarter
Arten delas in i följande underarter:
- G. b. biformis
- G. b. cymbiformis